# 最強☆読書生活
最強☆読書生活（さいきょうどくしょせいかつ）は、ワーズギア株式会社が運営していた電子書籍配信サイト。2006年3月6日に松下電器産業がドコモi-mode携帯電話向けサービスとして開始。 その後、対象機種を携帯電話（EZweb・Yahoo!ケータイ）・読書端末「Words Gear」「ΣBook」及びWindows PC向けに拡げた。PC向けサービスは2008年9月30日に終了した。

## 沿革
2006年3月6日に松下電器産業のパナソニックシステムソリューションズ社がドコモi-mode携帯電話向けサービスとして開始。その後、対象機種をEZweb・Yahoo!ケータイにも拡げた。
2006年9月、角川モバイル、松下電器産業、東京放送の3社により2006年10月2日にワーズギア株式会社を設立し、Windows PCおよび電子書籍端末「Words Gear」向けの電子書籍販売サイト「最強☆読書生活」を開設することを発表した。
2008年6月、PC向けサービスを2008年9月30日に終了することを発表、携帯電話向けサービスは継続するとしている。

## コンテンツ
対応ファイル形式は当初はドットブック（.book）のみであった。その後、PDFや、2007年4月5日よりXMDFが追加された。
タイトルは漫画・小説・実用書まで多岐にわたる。漫画は講談社、ライトノベルはメディアファクトリー・MF文庫Jのタイトルが中心で「ゼロの使い魔外伝 タバサの冒険」（ヤマグチノボル）を始め書き下ろしタイトルも存在する。タイトルにより携帯電話のみなど配信対象機種が限定されている場合がある。